# Чемпіонат Європи з легкої атлетики в приміщенні 2013
Чемпіонат Європи з легкої атлетики в приміщенні 2013 відбувся 1–3 березня у Гетеборзі в палаці «Скандинавіум».

## Призери

### Чоловіки
| Дисципліни            | Золото                                                              | Золото  | Срібло                                                                     | Срібло  | Бронза                                                    | Бронза  |
| --------------------- | ------------------------------------------------------------------- | ------- | -------------------------------------------------------------------------- | ------- | --------------------------------------------------------- | ------- |
| 60 метрів             | Джиммі Віко Франція                                                 | 6,48    | Джеймс Дасаолу Велика Британія                                             | 6,48    | Міхаель Тумі Італія                                       | 6,52    |
| 400 метрів            | Павел Маслак Чехія                                                  | 45,66   | Найджел Лівайн Велика Британія                                             | 46,21   | Павло Треніхін Росія                                      | 46,79   |
| 800 метрів            | Адам Кщот Польща                                                    | 1.48,69 | Кевін Лопес Іспанія                                                        | 1.49,31 | Мухтар Мохаммед Велика Британія                           | 1.49,60 |
| 1500 метрів           | Маєдін Мекіссі-Бенаббад Франція                                     | 3.37,17 | Ільхам Озбілен Туреччина                                                   | 3.37,22 | Сімон Деніссель Франція                                   | 3.37,70 |
| 3000 метрів           | Хайле Ібрагімов Азербайджан                                         | 7.49,74 | Хуан Карлос Ігеро Іспанія                                                  | 7.50,26 | Кіран О'Леонард Ірландія                                  | 7.50,40 |
| 60 метрів з бар'єрами | Сергій Шубенков Росія                                               | 7,49    | Паоло даль Молін Італія                                                    | 7,51    | Паскаль Мартіно-Лагард Франція                            | 7,53    |
| 4×400 метрів          | Велика БританіяМайкл Бінем Річард Бак Найджел Лівайн Річард Стракан | 3.05,78 | РосіяПавло Треніхін Юрій Трамбовецький Костянтин Свечкар Володимир Краснов | 3.06,96 | ЧехіяДанієль Немечек Йозеф Пророк Петр Лихий Павел Маслак | 3.07,64 |
| Стрибки у висоту      | Сергій Мудров Росія                                                 | 2,35    | Олексій Дмитрик Росія                                                      | 2,33    | Ярослав Баба Чехія                                        | 2,31    |
| Стрибки з жердиною    | Рено Лавіллені Франція                                              | 6,01    | Б'єрн Отто Німеччина                                                       | 5,76    | Мальте Мор Німеччина                                      | 5,76    |
| Стрибки у довжину     | Олександр Меньков Росія                                             | 8,31    | Мішель Торнеус Швеція                                                      | 8,29    | Крістіан Райф Німеччина                                   | 8,07    |
| Потрійний стрибок     | Данієле Греко Італія                                                | 17,70   | Руслан Самітов Росія                                                       | 17,30   | Олексій Федоров Росія                                     | 17,12   |
| Штовхання ядра        | Асмір Колашинаць Сербія                                             | 20,62   | Хамза Алич Боснія і Герцеговина                                            | 20,34   | Ладіслав Прашил Чехія                                     | 20,29   |
| Семиборство           | Елко Сінтніколас Нідерланди                                         | 6372    | Кевін Маєр Франція                                                         | 6297    | Міхаїл Дудаш Сербія                                       | 6099    |

### Жінки
| Дисципліни               | Золото                                                                     | Золото     | Срібло                                                                | Срібло  | Бронза                                                            | Бронза  |
| ------------------------ | -------------------------------------------------------------------------- | ---------- | --------------------------------------------------------------------- | ------- | ----------------------------------------------------------------- | ------- |
| 60 метрів[a]             | Марія Рємєнь Україна                                                       | 7,10       | Міріам Сумаре Франція                                                 | 7,11    | Івет Лалова Болгарія                                              | 7,12    |
| 400 метрів               | Перрі Шейкс-Дрейтон Велика Британія                                        | 50,85      | Ейлід Чайлд Велика Британія                                           | 51,45   | Моа Єльмер Швеція                                                 | 52,04   |
| 800 метрів               | Наталія Лупу Україна                                                       | 2.00,26    | Олена Котульська Росія                                                | 2.00,98 | Марина Арзамасова Білорусь                                        | 2.01,21 |
| 1500 метрів              | Абеба Арегаві Швеція                                                       | 4.04,47    | Ісабель Масіас Іспанія                                                | 4.14,19 | Катаржина Бронятовська Польща                                     | 4.14,30 |
| 3000 метрів              | Сара Морейра Португалія                                                    | 8.58,50    | Корінна Гаррер Німеччина                                              | 9.00,50 | Фіоннуала Бріттон Ірландія                                        | 9.00,54 |
| 60 метрів з бар'єрами[b] | Аліна Талай Білорусь                                                       | 7,94       | Вероніка Борсі Італія                                                 | 7,94    | Дервал О'Рурк Ірландія                                            | 7,95    |
| 4×400 метрів             | Велика БританіяЕйлід Чайлд Шейна Кокс Крістін Огуруоґу Перрі Шейкс-Дрейтон | 3.27,56 CR | РосіяОльга Товарнова Тетяна Вешкурова Надія Котлярова Ксенія Задоріна | 3.28,18 | ЧехіяДеніза Росолова Їтка Бартонічкова Ленка Масна Зузана Гейнова | 3.28,49 |
| Стрибки у висоту         | Рут Бейтья Іспанія                                                         | 1,99       | Ебба Юнгмарк Швеція                                                   | 1,96    | Емма Грін Швеція                                                  | 1,96    |
| Стрибки з жердиною       | Голлі Блісдейл Велика Британія                                             | 4,67       | Анна Роґовська Польща                                                 | 4,67    | Анжеліка Сидорова Росія                                           | 4,62    |
| Стрибки у довжину        | Дарія Клішина Росія                                                        | 7,01       | Елюаз Лесер Франція                                                   | 6,90    | Еріка Ярдер Швеція                                                | 6,71    |
| Потрійний стрибок        | Ольга Саладуха Україна                                                     | 14,88 NR   | Ірина Гуменюк Росія                                                   | 14,30   | Сімона ла Мантія Італія                                           | 14,26   |
| Штовхання ядра[c]        | Крістіна Шваніц Німеччина                                                  | 19,25      | Альона Копець Білорусь                                                | 18,85   | К'яра Роза Італія                                                 | 18,37   |
| П'ятиборство             | Антуанетта Нана Джиму Франція                                              | 4666       | Яна Максимова Білорусь                                                | 4658    | Ганна Мельниченко Україна                                         | 4604    |

a  Допінг-проба переможниці фіналу, болгарки Тезджан Наїмової, взята після фінішу, виявила наявність у організмі спортсменки забороненої речовини дростанолону. Це стало підставою подбавлення її золотої медалі чемпіонату Європи в приміщенні-2013, дискваліфікації спринтерки та перерозподілу медалей.

b  Невін Янит з Туреччини, яка виграла біг на 60 метрів з бар'єрами с національним рекордом 7,89, була пізніше дискваліфікована у зв'язку з позитивною допінг-пробою та позбавлена золотої медалі.

c  Срібна медалістка у штовханні ядра, росіянка Євгенія Колодко (19,04 м), була дискваліфікована у зв'язку з позитивною допінг-пробою.

## Медальний залік
| Місце                | Країна               | Золото | Срібло | Бронза | Загалом |
| -------------------- | -------------------- | ------ | ------ | ------ | ------- |
| 1                    | Росія                | 4      | 6      | 3      | 13      |
| 2                    | Франція              | 4      | 3      | 2      | 9       |
| 3                    | Велика Британія      | 4      | 3      | 1      | 8       |
| 4                    | Україна              | 3      | 0      | 1      | 4       |
| 5                    | Іспанія              | 1      | 3      | 0      | 4       |
| 6                    | Італія               | 1      | 2      | 3      | 6       |
| 6                    | Швеція               | 1      | 2      | 3      | 6       |
| 8                    | Німеччина            | 1      | 2      | 2      | 5       |
| 9                    | Білорусь             | 1      | 2      | 1      | 4       |
| 10                   | Польща               | 1      | 1      | 1      | 3       |
| 11                   | Чехія                | 1      | 0      | 4      | 5       |
| 12                   | Сербія               | 1      | 0      | 1      | 2       |
| 13                   | Азербайджан          | 1      | 0      | 0      | 1       |
| 13                   | Нідерланди           | 1      | 0      | 0      | 1       |
| 13                   | Португалія           | 1      | 0      | 0      | 1       |
| 16                   | Боснія і Герцеговина | 0      | 1      | 0      | 1       |
| 16                   | Туреччина            | 0      | 1      | 0      | 1       |
| 18                   | Ірландія             | 0      | 0      | 3      | 3       |
| 19                   | Болгарія             | 0      | 0      | 1      | 1       |
| Загалом (19 збірних) | Загалом (19 збірних) | 26     | 26     | 26     | 78      |

## Відео
- Фінальний забіг на 400 метрів серед чоловіків на YouTube
- Фінальний забіг на 800 метрів серед чоловіків на YouTube
- Фінальний забіг на 800 метрів серед жінок на YouTube
- Фінальний забіг на 1500 метрів серед жінок на YouTube

## Виступ українців
| Чоловіки (17) | Чоловіки (17)      | Чоловіки (17) | Чоловіки (17)        |
| Місце         | Атлет              | Дисципліна    | Результат            |
| ------------- | ------------------ | ------------- | -------------------- |
|               | Володимир Бураков  | 400 м         | 46,79                |
|               | Віктор Кузнєцов    | потрійний     | 17,02                |
|               | Тарас Бибик        | 800 м         | 1.50,38 (1.49,92)[a] |
|               | Дмитро Дем'янюк    | висота        | 2,21 (2,23)          |
|               | Олександр Борисюк  | 1500 м        | 3.42,15 (3.41,87)    |
| пф            | Віталій Бутрим     | 400 м         | 47,01 (46,97)        |
| заб           | Володимир Киц      | 1500 м        | 3.50,65              |
| заб           | Іван Стребков      | 3000 м        | 8.04,23              |
| заб           | Сергій Копанайко   | 60 м з/б      | 7,82                 |
| заб           | Олексій Касьянов   | 60 м з/б      | DNF                  |
| кв            | Юрій Крімаренко    | висота        | 2,23                 |
| кв            | Віталій Самойленко | висота        | 2,23                 |
| кв            | Іван Єрьомін       | жердина       | 5,60                 |
| кв            | Олександр Корчмід  | жердина       | 5,40                 |
| кв            | Олексій Касьянов   | довжина       | 7,55                 |
| кв            | Віктор Ястребов    | потрійний     | 16,37                |
| кв            | Євген Семененко    | потрійний     | 16,20                |
| кв            | Андрій Семенов     | ядро          | 19,53                |

| Жінки (19) | Жінки (19)                                              | Жінки (19)   | Жінки (19)        |
| Місце      | Атлетка                                                 | Дисципліна   | Результат         |
| ---------- | ------------------------------------------------------- | ------------ | ----------------- |
| 1          | Марія Рємєнь                                            | 60 м         | 7,10              |
| 1          | Наталія Лупу                                            | 800 м        | 2.00,26           |
| 1          | Ольга Саладуха                                          | потрійний    | 14,88             |
| 3          | Ганна Мельниченко                                       | п'ятиборство | 4604              |
|            | Ольга Ляхова                                            | 800 м        | 2.02,12 (2.01,32) |
|            | Юлія Краснощок Ольга Бібік Ксенія Карандюк Ольга Земляк | 4×400 м      | 3.34,61           |
|            | Анастасія Мохнюк                                        | довжина      | 6,46 (6,52)       |
|            | Аліна Фьодорова                                         | п'ятиборство | 4420              |
| пф         | Наталя Погребняк                                        | 60 м         | 7,31 (7,30)       |
| пф         | Анна Плотіцина                                          | 60 м з/б     | 8,16              |
| заб        | Ольга Земляк                                            | 400 м        | 53,26             |
| кв         | Олена Холоша                                            | висота       | 1,89              |
| кв         | Ірина Геращенко                                         | висота       | 1,85              |
| кв         | Катерина Табашник                                       | висота       | 1,80              |
| кв         | Руслана Цихоцька                                        | потрійний    | 13,10             |
| кв         | Галина Облещук                                          | ядро         | 16,81             |

a  Тут і надалі у дужках вказаний більш високий результат, що був показаний на попередній стадії змагань (у кваліфікації чи забігу).